# Кемптон (Индијана)
Кемптон (енгл. Kempton) град је у америчкој савезној држави Индијана.

## Демографија
По попису из 2010. године број становника је 335, што је 45 (-11,8%) становника мање него 2000. године.
| Група             | 2000.       | 2010.       |
| Белци             | 368 (96,8%) | 328 (97,9%) |
| Афроамериканци    | 0 (0,0%)    | 0 (0,0%)    |
| Азијати           | 0 (0,0%)    | 1 (0,3%)    |
| Хиспаноамериканци | 5 (1,3%)    | 3 (0,9%)    |
| Укупно            | 380         | 335         |